# 寿安镇 (浮梁县)
寿安镇，是中华人民共和国江西省景德镇市浮梁县下辖的一个乡镇级行政单位。

## 行政区划
寿安镇下辖以下地区：
仙槎东一区社区、仙槎东二区社区、洪冲坞社区、枣树坞社区、柳溪村、鸿兴村、丰旺村、宁厂村、朱溪村、仙槎村、灵珠村和月山村。